# Benzion Netanyahu
Benzion Netanyahu, född Benzion Mileikowsky 25 mars 1910 i Warszawa, död 30 april 2012 i Jerusalem i Israel, var en israelisk historiker, med inriktning på judarnas historia i Spanien.

## Uppväxt och studier
Benzion Netanyahus föräldrar var författaren, rabbinen och den sionistiske aktivisten Nathan Mileikowsky och Sarah Lurie, och han hade bland annat den yngre brodern, matematikern  Elisha Netanyahu. Familjen flyttade till Brittiska Palestinamandatet 1920 och bosatte sig slutligen i Jerusalem. Benzion Netanyahu studerade på Lärarhögskolan och på Hebreiska universitetet i Jerusalem. 
Han studerade medeltidshistoria och engagerade sig under studietiden inom den revisionistiska sionismen, som var en utbrytarrörelse ur sionismen som förespråkade en mer militant, högerinriktad judisk nationalism än den som drevs av de socialdemokratiska sionister som var mest inflytelserika vid denna tid. Revisionisterna leddes av Zeev Jabotinsky som han lärde känna. Han blev också nära vän till den högerinriktade politiske aktivisten Abba Ahimeir (1897–1962).

## Levnad
Netanyahu var 1933–1934 en av redaktörerna för månadstidskriften Betaroch, 1934–1935 redaktör för revisionisternas dagstidning Ha-Yarden i Jerusalem och 1935–1940 anställd på Zionist Political Library i Jerusalem och Tel Aviv. År 1940 flyttade Netanyahu till New York för att fram till 1948 arbeta med att få stöd i USA för Jabotinskys militanta "Nya sionister" som ledare för New Zionist Organization of America, en konkurrent till den mer moderata Zionist Organization of America. I USA disputerade han också på "Dropsie College for Hebrew and Cognate Learning" i Philadelphia (numera the Center for Advanced Judaic Studies vid the University of Pennsylvania). Avhandlingen rörde den judiske lärde i Spanien Isaac Abravanel.
Han återvände till Israel 1949, där han misslyckades med att göra en politisk karriär. Han arbetade med “Encyclopaedia Hebraica” och var från ... huvudredaktör tillsammans med Yeshayahu Leibowitz. Därefter flyttade tillbaka till USA och "Dropsie College for Hebrew and Cognate Learning", där han till en början var professor i hebreiska språket och litteraturen 1957–1966 och därefter professor i medeltida judisk historia och hebreisk litteratur 1966–1968. Efter ytterligare några år i USA återvände familjen till Israel 1976, efter det att äldste sonen Jonathan dödats under den israeliska gisslanfritagningen Operation Entebbe. 
Han gifte sig 1944 med Tzila Segal (1912–2000). Paret hade tre barn: Jonathan Netanyahu, Benjamin Netanyahu och läkaren och dramatikern Iddo Netanyahu (född 1952).